# Ландфол (Минесота)
Ландфол (енгл. Landfall) град је у америчкој савезној држави Минесота.

## Демографија
По попису из 2010. године број становника је 686, што је 14 (-2,0%) становника мање него 2000. године.
| Група             | 2000.       | 2010.       |
| Белци             | 605 (86,4%) | 428 (62,4%) |
| Афроамериканци    | 3 (0,4%)    | 15 (2,2%)   |
| Азијати           | 12 (1,7%)   | 26 (3,8%)   |
| Хиспаноамериканци | 34 (4,9%)   | 177 (25,8%) |
| Укупно            | 700         | 686         |